# Müggel Lacus
Il Müggel Lacus è una struttura geologica della superficie di Titano.